# Ascens al límit
Ascens al límit (títol original en anglès, Summit Fever) és una pel·lícula de thriller britànica del 2022 dirigida per Julian Gilbey i protagonitzada per Ryan Phillippe. S'ha doblat i subtitulat al català.
La producció de la pel·lícula va començar el gener de 2018. La pel·lícula es va rodar a Chamonix. La pel·lícula es va estrenar en cinemes i plataformes digitals a la carta el 14 d'octubre de 2022.

## Repartiment
- Freddie Thorp com a Michael
- Michel Biel com a Jean-Pierre
- Laura Ferries com a Lucy
- Mathilde Warnier com a Isabelle
- Theo Christine com a Rudi
- Ryan Phillippe com a Leo